# Rumex arifolius
Espèce
Statut de conservation UICN

 LC  : Préoccupation mineure
Rumex arifolius, le Rumex à feuilles d'arum, Rumex à feuilles de gouet ou Rumex alpestre, est une espèce de plantes à fleurs de la famille des Polygonaceae et du genre Rumex.

## Description
C'est une plante vivace de 30 cm à un mètre de hauteur, verte, à fibres radicales grêles. La tige est dressée, simple, rameuse au sommet, à rameaux dressés. Les feuilles sont larges, molles, minces, ovales-hastées, entières, à oreillettes courtes et divergentes, à nervures saillantes, les radicales peu nombreuses et courtes, les caulinaires allongées et embrassantes. La gaine stipulaire est courte, tronquée et entière, rarement longuement ciliée.
Les fleurs sont dioïques, en panicule longue et nue. Les valves fructifères sont membraneuses, suborbiculaires en cœur, entières, munies à la base d'une petite écaille.

## Répartition
L'aire de répartition de cette espèce comprend l'Europe, le Caucase, le Kazakhstan, la Russie et la Corée.

## Statuts de protection, menaces
L'espèce n'est pas encore évaluée à l'échelle mondiale et européenne par l'UICN. En France elle est classée comme non préoccupante . Elle est considérée Quasi menacée (NT), proche du seuil des espèces menacées ou qui pourraient être menacées si des mesures de conservation spécifiques n'étaient pas prises, dans la région Corse.

## Liste des sous-espèces et variétés
Selon Tropicos (13 mai 2021) :
- Rumex arifolius var. carpathicus Zapal.

Selon l'INPN (13 mai 2021) :
- Rumex arifolius All., 1773 subsp. arifolius
- Rumex arifolius subsp. amplexicaulis (Lapeyr.) Nyman, 1881

## Taxonomie
L'espèce est décrite par Carlo Allioni en 1773, qui la classe dans le genre Rumex  sous le nom binominal Rumex arifolius.
En plus de ses nom recommandés ou typiques « Rumex à feuilles d'arum », « Rumex à feuilles de gouet » ou « Rumex alpestre », cette espèce se nomme également en français « Oseille à feuilles d'arum », « Oseille des prés », « Rumex à feuilles embrassantes » ou « Surette ».
Rumex arifolius a pour synonymes :
- Acetosa alpestris (Jacq.) Á.Löve & D.Löve[1]
- Acetosa alpestris subsp. carpatica (Zapal.) Dostál[3]
- Acetosa alpina Mill., 1768[1],[3]
- Acetosa alpina subsp. amplexicaulis (Lapeyr.) Holub[3]
- Acetosa arifolia (All.) Friche-Joset & Montandon, 1856[1]
- Acetosa arifolia (All.) Schur[3]
- Acetosa pratensis subsp. arifolia (All.) Á.Löve, 1967[1]
- Lapathum alpestre Bubani, 1897[1]
- Lapathum alpestre (Jacq.) Scop., 1771[1]
- Lapathum montanum Bubani[3]
- Rumex acetosa subsp. alpestris (Desf.) Á.Löve, 1944[1]
- Rumex acetosa subsp. arifolius (All.) Blytt & O.C.Dahl, 1903[1]
- Rumex acetosa subsp. amplexicaulis (Lapeyr.) O.Bolòs & Vigo[3]
- Rumex acetosa subsp. lapponicus Hiitonen, 1933[1]
- Rumex acetosa subsp. montanus (Desf.) Berher, 1887[1]
- Rumex allionii Link, 1829[1],[3]
- Rumex alpestris Jacq., 1762[1]
- Rumex amplexicaulis Lapeyr.[3]
- Rumex carpaticus Rech.f.[1]
- Rumex carpaticus (Zapal.) Zapal.[3]
- Rumex dimorphus Gren.[3]
- Rumex erythrocarpus Gand., 1875[1],[3]
- Rumex hispanicus C.C.Gmel., 1806[1],[3]
- Rumex italicus Campd.[3]
- Rumex lapponicus (Hiitonen) Czernov, 1956[1]
- Rumex macrophyllus Campd., 1819[1],[3]
- Rumex montanus Desf., 1815[1],[3]
- Rumex pilatensis Gand., 1875[1],[3]
- Rumex pseudoamplexicaulis Guadagno, 1926[1]

### Hononymes
Source : « World Checklist of Vascular Plants », sur wcvp.science.kew.org (consulté le 13 mai 2021)
- Rumex arifolius L.f., synonyme de Rumex abyssinicus Jacq.
- Rumex arifolius Aiton, synonyme de Rumex abyssinicus Jacq.
- Rumex arifolius All., nom correct